# Dipyrena
Dipyrena, monotipski biljni rod iz porodice sporiševki smješšten u tribus Verbeneae. Jedini predstavnik mu je južnoamerički  grm D. glaberrima iz Argentine. Dipyrena spartioides Ravenna iz Čilea, možda je sinonim za D. glaberrima.

## Sinonimi
- Dipyrena spartioides Ravenna; Onira 11(15): 41 (2008)
- Dipyrena wilsonia F.Phil.; Cat. Pl. Vasc. Chil.: 217 (1881)
- Priva glaberrima (Gillies & Hook.) Bocq.; Rev. Verbén.: 116 (1861)
- Wilsonia glaberrima Gillies & Hook.; Bot. Misc. 1: 173 (1829)

## Vanjske poveznice
- Photos of Dipyrena glaberrima